# Norges ytterpunkter

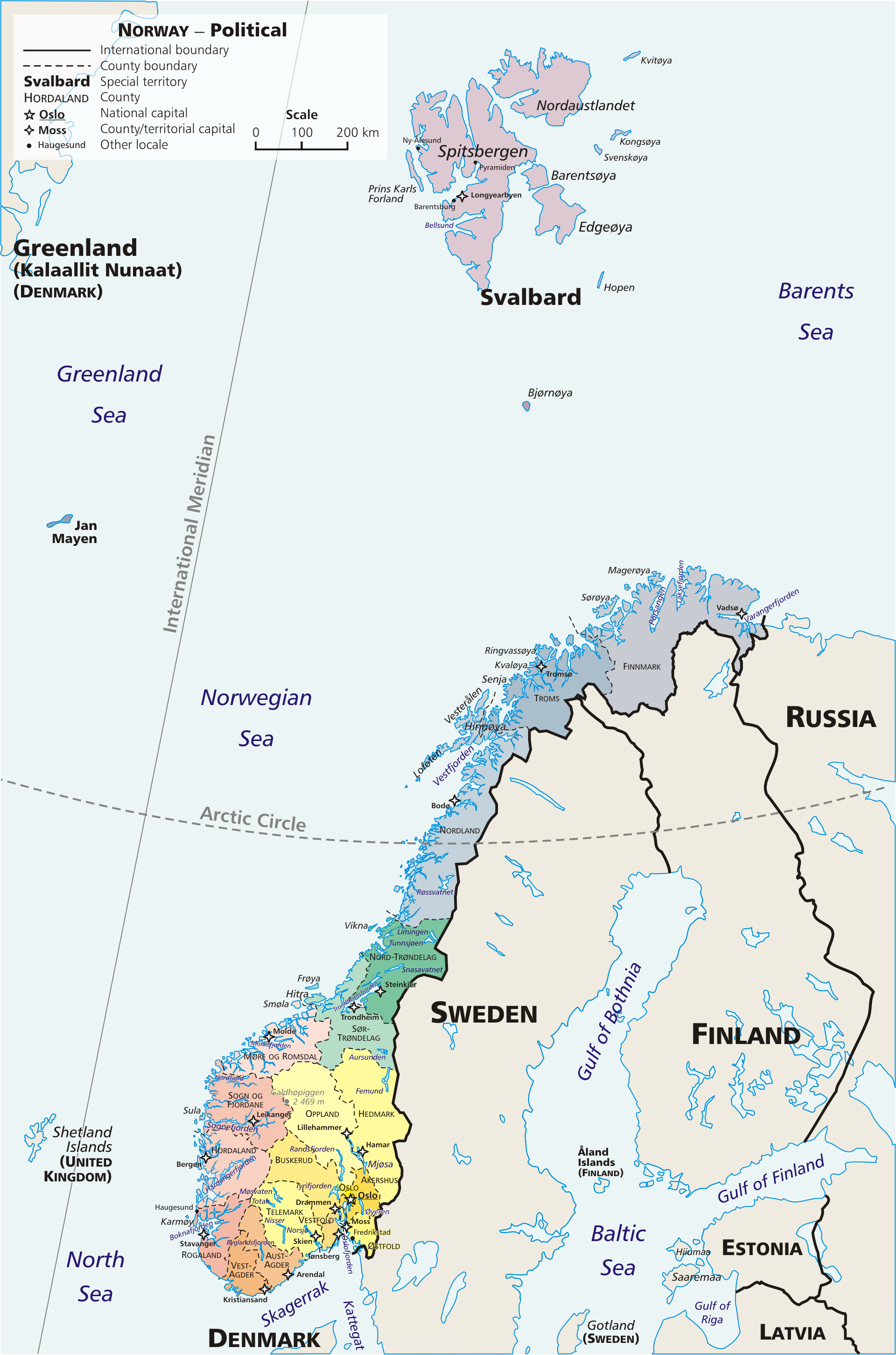
Kungariket Norge

Detta är en lista över Norges ytterpunkter, alltså de platser på land som ligger längst norrut, söderut, österut och västerut i Norge samt territorierna Svalbard och Jan Mayen.

## Norge

### Latitud och longitud
Nordligaste punkt

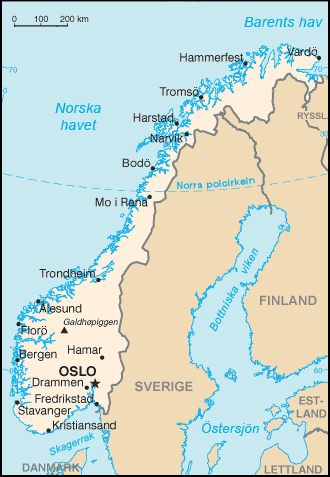
Norge

totalt: Knivskjellodden, Nordkapps kommun, Finnmark fylke (koordinater 71°11′07″N 25°40′32″Ö / 71.18528°N 25.67556°Ö)
på fastlandet: Kinnarodden, Gamviks kommun, Finnmark fylke (koordinater 71°07′48″N 27°39′08″Ö / 71.13000°N 27.65222°Ö)
i riket: Rossøya, Sjuöarna, Nordaustlandet (koordinater 80°49′44″N 20°20′32″Ö / 80.82889°N 20.34222°Ö)
Östligaste punkt
totalt. Hornøya, Vardø kommun, Finnmark fylke (koordinater 70°23′12″N 31°10′07″Ö / 70.38667°N 31.16861°Ö)
på fastlandet. Kibergsneset, Vardø kommun, Finnmark fylke (koordinater 70°17′21″N 31°03′52″Ö / 70.28917°N 31.06444°Ö)
Sydligaste punkt
totalt: Pysen, Mandals kommun, Vest-Agder fylke (koordinater 57°57′30″N 07°33′52″Ö / 57.95833°N 7.56444°Ö)
på fastlandet:
- Lindesnes, Lindesnes kommun, Vest-Agder fylke (koordinater 57°58′56″N 07°03′11″Ö / 57.98222°N 7.05306°Ö) eller
- Odden 58°00′12″N 07°30′48″Ö / 58.00333°N 7.51333°Ö) i Mandals kommun då Lindesnes efter byggandet av Spangereidkanalen även kan betraktas som en ö[2]

i riket: Bouvetøya, Norska Antarktis: (koordinater 54°24′56″S 03°22′22″Ö / 54.41556°S 3.37278°Ö)
Västligaste punkt
totalt: Holmebåen, Solunds kommun, Sogn og Fjordane fylke (koordinater 61°04′24″N 04°29′57″Ö / 61.07333°N 4.49917°Ö)
på fastlandet: Vardetangen, Austrheims kommun, Hordaland fylke (koordinater 60°48′36″N 04°56′43″Ö / 60.81000°N 4.94528°Ö)
i riket: Peter I Øy, Norska Antarktis: (koordinater 68°50′22″S 90°33′37″V / 68.83944°S 90.56028°V)

### Högsta punkt
- Galdhøpiggen med 2 469 m, Lom kommun, Innlandet fylke (koordinater 64°01′00″N 16°41′10″V / 64.01667°N 16.68611°V)
- Glittertind (2 465 m)

### Lägsta punkt
- Norska havet havsnivå 0 m

## Svalbard / Jan Mayen

### Latitud och longitud
Nordligaste punkt

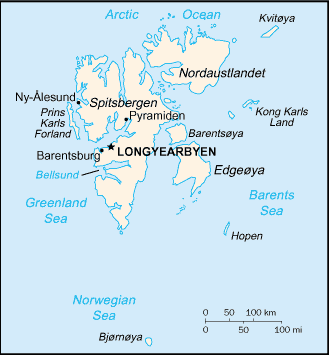
Svalbard

totalt: Rossøya, Sjuöarna, Nordaustlandet (koordinater 80°49′44″N 20°20′32″Ö / 80.82889°N 20.34222°Ö)
centrala delen: Kapp Platen, Nordaustlandet (koordinater 80°31′00″N 22°48′00″Ö / 80.51667°N 22.80000°Ö)
Östligaste punkt
totalt: Kræmerpynten, Kvitøya, öster om Nordaustlandet (koordinater 80°13′45″N 33°30′59″Ö / 80.22917°N 33.51639°Ö)
centrala delen: Italiaodden, Austfonna, Nordaustlandet (koordinater 79°54′00″N 27°10′00″Ö / 79.90000°N 27.16667°Ö)
Sydligaste punkt
totalt: Sørkapp, Jan Mayen, (koordinater 70°49′58″N 09°00′44″V / 70.83278°N 9.01222°V)
Svalbard: Stappen, Bjørnøya (koordinater 74°26′46″N 19°04′39″Ö / 74.44611°N 19.07750°Ö)
centrala delen: Sørkapp, Spetsbergen (koordinater 76°34′09″N 16°22′11″Ö / 76.56917°N 16.36972°Ö)
Västligaste punkt
totalt: Hoybergodden, Jan Mayen, (koordinater 70°51′49″N 09°04′39″V / 70.86361°N 9.07750°V)
centrala delen: Fuglehukfjellets västra udde, Prins Karls Forland, (koordinater 78°33′17″N 11°07′00″Ö / 78.55472°N 11.11667°Ö)

### Högsta punkt
- Beerenberg med 2 277 m, Jan Mayen (koordinater 71°04′N 8°10′V / 71.067°N 8.167°V)
- Newtontoppen med 1 717 m, Spetsbergen (koordinater 79°09′N 16°48′Ö / 79.150°N 16.800°Ö)

### Lägsta punkt
- Norra ishavet havsnivå 0 m